# Universitas Khairun
Universitas Khairun – indonezyjska uczelnia publiczna w mieście Ternate (prowincja Moluki Północne). Została założona w 1964 roku. Obecny status uczelni państwowej otrzymała w 2004 roku.

## Wydziały
- Fakultas Ekonomi
- Fakultas Teknik
- Fakultas Keguruan dan Ilmu Pendidikan
- Fakultas Perikanan dan Ilmu Kelautan
- Fakultas Hukum
- Fakultas Pertanian
- Fakultas Ilmu Budaya
- Fakultas Kedokteran
- Pascasarjana

Źródło: 